# Árpád Orbán
Árpád Orbán, född 14 mars 1938 i Győr, död 26 april 2008 i Győr, var en ungersk fotbollsspelare.
Orbán blev olympisk guldmedaljör i fotboll vid sommarspelen 1964 i Tokyo.